# Igor Jevgenjevič Tamm
Igor Jevgenjevič Tamm (rusko И́горь Евге́ньевич Та́мм), ruski fizik, * 8. julij (26. junij, ruski koledar) 1895, Vladivostok, Ruski imperij (sedaj Rusija), † 12. april 1971, Moskva, Sovjetska zveza (sedaj Rusija).
Leta 1958 so Tamm, Čerenkov in Frank skupaj prejeli Nobelovo nagrado za fiziko »za odkritje in opis pojava Čerenkova.«
Po njem se imenuje Tammova nagrada, ki jo podeljuje Ruska akademija znanosti od leta 1995, in Tammova zlata medalja, ki jo prav tako podeljuje Ruska akademija znanosti od leta 2015.
Tudi njegov sin Jevgenij Igorjevič Tamm (1926 – 2008) je bil fizik.